# Marat Satybaldiyev
Marat Kuanbayevich Satybaldiyev –em russo, Марат Куанбаевич Сатыбалдиев– (Kyzylorda, 22 de abril de 1962) é um desportista soviético de origem cazaque que competiu no ciclismo na modalidade de pista. Ganhou uma medalha de ouro no Campeonato Mundial de Ciclismo em Pista de 1989, na prova amador de pontuação.

## Medalheiro internacional
| Campeonato Mundial | Campeonato Mundial | Campeonato Mundial | Campeonato Mundial |
| Ano                | Lugar              | Medalha            | Competição         |
| ------------------ | ------------------ | ------------------ | ------------------ |
| 1989               | Lyon ( França)     | Medalha de ouro    | Pontuação (A)      |